# Plemenšćina
Plemenšćina is een plaats in de gemeente Klenovnik in de Kroatische provincie Varaždin. De plaats telt 141 inwoners (2001).